# Jaani
Jaani (Duits: St. Johannis) is een plaats in de Estlandse gemeente Saaremaa, provincie Saaremaa. De plaats heeft de status van dorp (Estisch: küla).
Tot in oktober 2017 lag de plaats in de gemeente Orissaare. In die maand ging Orissaare op in de fusiegemeente Saaremaa.

## Bevolking
Het dorp had 15 inwoners op 31 december 2011 en 7 inwoners op 31 december 2021.

## Ligging
Jaani ligt aan de noordkust van het eiland Saaremaa.

## Geschiedenis
In 1438 werd een leprozerie van de Lijflandse Orde, de Spittelhof, verplaatst van Pidula naar Jaani. In de eerste helft van de 18e eeuw werd ze gesloten. In 1741 kreeg Jaani een kerk, gewijd aan Johannes de Barmhartige, de schutspatroon van de armen en de zieken en patriarch van Alexandrië in de jaren 610–619. De kerk had een voorganger in de vorm van een kapel bij de leprozerie. De dominee was verantwoordelijk voor de ziekenzorg. De kerk is in de jaren 2006 en 2007 gerestaureerd. De kerk had zijn eigen landgoed; de parochie, die trouwens sinds 1873 onder de kerk van Pöide viel, besloeg maar een klein deel van Noord-Saaremaa.
Jaani kreeg pas in 1939 de status van dorp. Tussen 1977 en 1997 hoorde Jaani bij het buurdorp Taaliku. In 1997 werd het weer een zelfstandig dorp.